# Смерть (пьеса)
«Смерть» — романтическая драма в двух действиях Владимира Набокова, относящаяся к русскому периоду его творчества. Была написана и опубликована (под именем В. Сирина) в 1923 году.

## Сюжет
Действие пьесы происходит в Кембридже в начале XIX века. Студент Эдмонд узнаёт о смерти Стеллы, жены университетского магистра Гонвила, которую он втайне любил. В первом действии он приходит к Гонвилу, чтобы выразить ему соболезнования и попросить яд для самоубийства. Тот выполняет просьбу, но предупреждает, что человеческое сознание живёт какое-то время после смерти. Во втором действии Эдмонд остаётся в том же помещении и разговаривает с Гонвилом, но он уверен, что уже умер. Магистр узнаёт, что жена ему не изменяла, и говорит Эдмонду, что дал ему безвредное вещество. Тот не верит, Гонвил заявляет, что и Стелла жива, и в тот момент, когда Эдмонд слышит её шаги на лестнице, действие обрывается.

## Создание и оценки
«Смерть» была написана 6—17 марта 1923 года. 20—24 мая того же года она была опубликована в русской эмигрантской газете «Руль», выходившей в Берлине. При жизни Набокова «Смерть» не переиздавалась, как и все остальные его пьесы.
Биограф писателя Брайан Бойд констатирует, что Набоков не справился с выстраиванием сюжета, но ему удались монологи Эдмонда в первом действии: «его стих здесь черпает новую силу в простоте и прозрачности стихотворных драм Пушкина».